# Machimus concinnus
Machimus concinnus là một loài ruồi trong họ Asilidae. Machimus concinnus được Loew miêu tả năm 1870.